# برابس
برابس دهستانی در استان آبیلای اسپانیا است.
در این دهستان ۶۸ نفر زندگی می‌کنند. مساحت این دهستان ۱۸٫۱۰ کیلومتر مربع است.